# Bernardo Sassetti
Bernardo da Costa Sassetti Pais (* 24. Juni 1970 in Lissabon; † 10. Mai 2012) war ein portugiesischer Pianist und Komponist, der in den Bereichen des Jazz, der klassischen Musik und der Filmmusik arbeitete.

## Leben
Bernardo Sassetti war der Urenkel des früheren Präsidenten Sidónio Pais. Er begann im Alter von neun Jahren mit einer klassischen Klavierausbildung, u. a. in der „Academia dos Amadores de Música“, bevor er 1987 eine Musikerlaufbahn im Jazz begann. Er arbeitete zunächst in lokalen Clubs (u. a. im Hot Clube de Portugal) und trat auf Festivals mit Al Grey, John Stubblefield, Frank Lacy und Andy Sheppard auf. In den 1990er Jahren hielt er sich eine Weile in London auf und arbeitete mit Guy Barker (Into the Blue, 1995). 1994 erschien sein erstes Album unter eigenem Namen. Ab Anfang der 2000er Jahre arbeitete er in Lissabon als Komponist für Filmmusik, als Leiter eines Trios mit dem Bassisten Carlos Barretto und dem Schlagzeuger Alexandre Frazão, sowie als Solist und im Duo mit dem Pianisten Mário Laginha, mit dem er die Alben „Mário Laginha/Bernardo Sassetti“ und „Grândolas“ einspielte. Zuletzt veröffentlichte er seine Aufnahmen bei Clean Feed Records und Trem Azul.
Sassetti arbeitete außerdem mit Conrad Herwig, der kubanischen Band Sierra Maestra, Carlos Martins/Cindy Blackman, Luís Represas, Carlos do Carmo, Perico Sambeat („Perico“), Guillermo McGill und Andy Hamilton. Er wirkte 1999 am Soundtrack Der talentierte Mr. Ripley als Pianist im Napoli Jazz Septet mit und schrieb Filmmusik für verschiedene Werke des Portugiesischen Films, etwa für Quaresma von José Álvaro Morais oder Maria e as outras von José de Sá Caetano.
Sassetti wurde 1995 für den Mercury Award nominiert. 2003 wurde sein Album Nocturno mit der ersten Auflage des renommierten Schallplattenpreises Prémio Carlos Paredes ausgezeichnet.
Er war mit der Schauspielerin Beatriz Batarda verheiratet, mit der er zwei Kinder hatte.
Am 10. Mai 2012 verunglückte Sassetti tödlich, als er von Felsklippen nahe der Praia do Guincho (bei Cascais) stürzte. Seither wurde immer wieder an ihn erinnert, etwa im September 2012 in einer mehrtägigen Konzertreihe mit dem Trio Bernardo Sassetti und Gästen im Teatro São Luiz.

## Diskografie
- 1994: Salsetti
- 1996: Mundos
- 2002: Nocturno (Bernardo Sassetti Trio)
- 2003: Mário Laginha - Bernardo Sassetti
- 2004: Grândolas (mit Mário Laginha)
- 2004: Indigo + Livre (Doppel-CD)
- 2005: Alice (Filmmusik)
- 2005: Ascent (Bernardo Sassetti Trio2)
- 2006: Unreal: Sidewalk Cartoon
- 2007: Dúvida (Theatermusik)
- 2007: Trés Pianos (mit Mário Laginha und Pedro Burmester)
- 2009: Um Amor de Perdição (Filmmusik)
- 2009: Palace Ghosts and Drunken Hymns (mit Will Holshouser Trio)
- 2009: Second Life (Filmmusik)
- 2010: Motion (mit Alexandre Frazão)
- 2010: Carlos do Carmo Bernardo Sassetti (CD + DVD)
- 2014: Abril a quatro mãos (mit Mário Laginha)
- 2019: Solo
- 2021: Menina do mar (mit Beatriz Batarda)

## Filmografie (Auswahl)
- 2000: As Terças da Bailarina Gorda
- 2003: Quaresma
- 2004: Es war einmal in Afrika (A Costa dos Murmúrios)
- 2004: Lá Fora
- 2004: O Milagre segundo Salomé
- 2005: Alice
- 2006: 98 Octanas
- 2007: Antes de Amanhã
- 2008: Um Amor de Perdição
- 2009: Second Life
- 2009: How to Draw a Perfect Circle